# Saba Mehr Qazvin BC
El Saba Mehr Qazvin Basketball Club anteriormente conocido como Saba Battery Tehran Basketball Club es un club iraní de  baloncesto con sede en la ciudad de Qazvin que compite en la Superliga de baloncesto de Irán, la máxima competición del país asiático. 
Desde su fundación en 2002 hasta 2008 el equipo formó parte del  Saba Battery Club, propiedad de la compañía Saba Battery hasta que la misma rechazó seguir manteniendo su sección de baloncesto y la misma fue vendida a una compañía privada que cambió su nombre por Saba Mehr, transifiriendo la sede del club en abril de 2009 de Teherán a Qazvin.
Disputa sus encuentros como local en el pabellón Shahid Babaei Arena.

## Palmarés

### Superliga de baloncesto de Irán
- 2003–04: Campeón
- 2004–05: 2ª plaza
- 2005–06: Campeón
- 2006–07: Campeón
- 2007–08: 2ª plaza
- 2008–09: 3ª plaza

### WABA Champions Cup
- 2005: 2ª plaza
- 2006: 2ª plaza
- 2007: Campeón
- 2008: 2ª plaza
- 2009: 3ª plaza

### Asia Champions Cup
- 2005: 4ª plaza
- 2006: 5ª plaza
- 2007: Campeón
- 2008: Campeón